# Лъкенски манастир
Лъкенският манастир „Света Параскева“ (на гръцки: Αγία Παρασκευή) е православен мъжки манастир в кайлярското село Лъка (Милохори), Гърция, част от Леринската, Преспанска и Еордейска епархия на Вселенската патриаршия, под управлението на Църквата на Гърция.
Манастирът е построен върху основите на византийска църква, открити в 1932 година от селянката Хрисула Кипти. Първоначално е построен малък храм, който в 1966 година е превърнат в манастир от митрополит Василий Лерински. При митрополит Августин Лерински манастирът процъфтява.